# Кётёрдёх
Кётёрдёх (якут. Көтөрдөөх) — село в Верхневилюйском улусе Якутии России. Входит в состав Ботулунского наслега.

## География
Село расположено на северо-западе региона, в пределах географической зоны таёжных лесов Вилюйского плато Среднесибирского плоскогорья. 
Расстояние до улусного центра — села Верхневилюйск — 140 км, до центра наслега — села Ботулу — 20 км.
Климат
В населённом пункте, как и во всем районе, климат резко континентальный, с продолжительным зимним и коротким летним периодами. Максимальная амплитуда средних температур самого холодного месяца — января и самого теплого — июля составляет 80-97°С. Суммарная продолжительность периода со снежным покровом 6-7 месяцев в год. Среднегодовая температура составляет 11,1°С.

## История
Согласно Закону Республики Саха (Якутия) от 30 ноября 2004 года N 173-З N 353-III село вошло в образованное муниципальное образование Ботулунский наслег.

## Население
| 2002 | 2010 | 2021 |
| ---- | ---- | ---- |
| 129  | ↘102 | ↘91  |

Национальный состав
Согласно результатам переписи 2002 года, в национальной структуре населения якуты составляли 95 % от общей численности населения в 129 чел.

## Улицы
В селе имеются две улицы: Заводская и Проезжая. 

## Экономика
Животноводство (мясо-молочное скотоводство, мясное табунное коневодство).

## Инфраструктура
В селе действуют дом культуры, начальная общеобразовательная школа (Муниципальное бюджетное общеобразовательное учреждение для детей дошкольного и младшего школьного возраста «Кетердяхская начальная общеобразовательная школа — детский сад»), учреждения здравоохранения и торговли.